# Alberto Mira
Alberto Mira Nouselles (Alcira, 1965) es un estudioso del cine y escritor español, profesor en la Oxford Brookes University.

## Trayectoria profesional
Tras estudiar inglés y español en la Universidad de Valencia y dar clases durante un año en la Universidad de Castellón, se trasladó a la Universidad de Oxford en 1990 para trabajar de asistente, llegando a ser docente en 1993. Tras dos años de docente en la Universidad de Middlesex en Londres, volvió a Oxford, al Exeter College como Queen Sofia Research Fellow.
En 1999 pasa a formar parte del cuerpo docente de la Oxford Brookes University como profesor de español y de algunos módulos sobre Europa, contribuyendo al programa de estudios sobre el cine, la cultura y la sociedad europea y los estudios relacionados con España y América Latina.
Mira ha escrito numerosos artículos en revistas y dado innumerables conferencias, sobre todo sobre la homosexualidad y el cine y el teatro.

## Obra
Mira ha traducido al español ¿Quién teme a Virginia Woolf? de Edward Albee, también El abanico de Lady Windermere y La importancia de llamarse Ernesto de Oscar Wilde, ediciones críticas con introducción y notas explicativas.
Dentro de los libros sobre la cultura LGBT hay que destacar su libro Para entendernos. Diccionario de cultura homosexual, gay y lésbica es el primer diccionario hispánico de cultura homosexual. Su obra más extensa, De Sodoma a Chueca: historia cultural de la homosexualidad en España 1914-1990, es un libro que trata en profundidad tanto la actitud de la sociedad frente a la homosexualidad, como las estrategias de adaptación de los homosexuales a su entorno en la España del siglo XX. El libro emplea novelas, películas, obras de teatro, ensayos y ensayo científico para recorrer las diferentes representaciones de la homosexualidad en España. Dentro del tema LGBT, también ha publicado Miradas insumisas, una historia del cine vista desde el punto de vista gay, más que una historia del cine gay. El libro trata de estudiar la recepción del cine por parte del público gay, así como la influencia de los homosexuales en el cine.
Su primera novela fue Londres para corazones despistados, en la que el protagonista escribe una guía gay de Londres, con el resultado de un viaje sentimental del protagonista. En 2007 ganó el III Premio Terenci Moix de Narrativa Gay y Lésbica Fundación Arena por la novela Como la tentación. La novela se sitúa en España, en 1983, y trata la historia de un adolescente, Sergio, que recibe la visita de un difunto, un cantante de cruceros fallecido en extravagantes circunstancias que vuelve a la Tierra para ayudarle a encontrarse a sí mismo.

## Publicaciones

### No ficción
- Para entendernos. Diccionario de cultura homosexual, gay y lésbica (Barcelona: Libros de la Tempestad, 1999). ISBN 84-7948-038-6
- De Sodoma a Chueca: historia cultural de la homosexualidad en España 1914-1990 (Madrid: Egales, 2004). ISBN 84-95346-65-6
- Miradas insumisas. Gays y lesbianas en el cine (Madrid: Editorial Egales, 2008). ISBN 978-84-88052-51-3
- Crónica de un devenir. Tiempo, experiencia, generaciones (Madrid: Editorial Egales, 2021). ISBN 978-84-18501-40-1
- The Pop Musical: Sweat, Tears, and Tarnished Utopias (Nueva York: Columbia University Press, 2021) ISBN 9780231191234
- Entre la cámara y la carne. El cine homoerótico en 25 películas (Madrid: Editorial Egales, 2023). ISBN 978-84-19728-04-3

### Ficción
- Londres para corazones despistados (Madrid: Editorial Egales, 2005). ISBN 84-95346-81-8

- Como la tentación (Madrid: Editorial Egales, 2007). ISBN 978-84-88052-44-5